# Фру-фру
Фру-фру (фр. frou frou — звукоподражание шороха, шелеста или шуршания) — деталь дамской одежды последней трети XIX века, широкая оборка из сильно шуршащей шёлковой ткани, пришивавшаяся к турнюру, так же называли нижнюю юбку с такой оборкой или зубчатыми или плиссированными оборками. Дополнительный эффект «фру-фру» также создавал при соприкосновении с оборками нижней юбки подшитый под платье чехол из шёлка и тафты. Шелест сборки при движении считался женственным и элегантным. Распространению термина могла способствовать поставленная в 1869 году в Париже одноимённая пьеса Л. Галеви и А. Мельяка с Сарой Бернар в главной роли. В России в постановке переведённой пьесы блистала в модных нарядах М. Г. Савина.
Фру-фру неоднократно упоминается в русской классической литературе. В «Талантах и поклонниках» А. Н. Островского во французской пьесе собиралась выступать главная героиня Негина. Лошадь с кличкой Фру-Фру была в семье Л. Н. Толстого, этим именем он назвал породистую лошадь Вронского в романе «Анна Каренина». В романе Ф. М. Достоевского «Подросток» под фру-фру подразумевается сам турнюр, модная конструкция символизирует фривольность и сравнивается с крупом лошади. По сведениям Эрхарда Гориса, звукоподражательное название к шелестящему шёлку носит также парадный овощной салат из листьев цикория, стеблевого сельдерея, отварной свёклы, яичного белка и нарезанного полосками трюфеля в винегретной заправке.